# Euthynteria

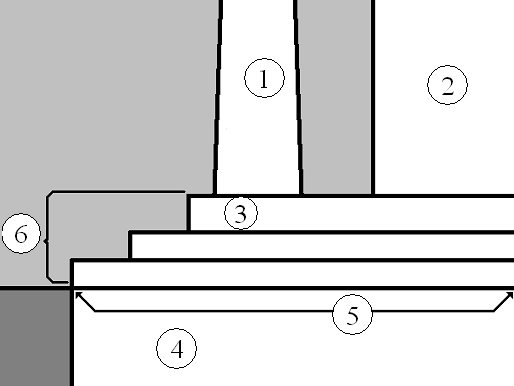
Parties inférieures d'un temple antique. 1 : colonne. 2 : mur. 3 : stylobate ou toichobate. 4 : stéréobate. 5 : euthyntérie. 6 : crépis.

L’euthynteria (ou euthyntérie) est un terme grec ancien (ἡ εὐθυντηρία, nom féminin, du verbe euthynein, « rectifier ») pour désigner l’assise la plus élevée des fondations d'un bâtiment. La superstructure du bâtiment (crépis, colonnes, murs et entablement) est construite sur l’euthynteria. Les archéologues et les architectes rangent ce terme dans l'architecture classique.
Cette assise supérieure du stéréobate est en pierres bien travaillées, avec une surface lisse, servant d'assise de réglage soit pour l'horizontalité, soit pour l'entasis destinée à remédier aux illusions d'optique.